# Lobelia guatemalensis
Lobelia guatemalensis là loài thực vật có hoa trong họ Hoa chuông. Loài này được (B.L.Rob. ex Donn.Sm.) Wilbur mô tả khoa học đầu tiên năm 1991.